# Joeri Kovtoen
Joeri Michailovitsj Kovtoen (Russisch: Юрий Михайлович Ковтун) (Azov, 5 januari 1970) is een voormalig Russisch voetballer, die als verdediger onder meer voor Spartak Moskou speelde. Met die club won hij de driemaal de Russische landstitel. Na zijn actieve carrière stapte hij het trainersvak in.

## Clubcarrière
Behalve voor Spartak Moskou speelde Kovtoen verder voor Loetsj Azov, SKA Rostov, FK Rostov en Dinamo Moskou. Hij sloot zijn loopbaan in 2007 af bij Alania Vladikavkaz.

## Interlandcarrière
Kovtoen kwam in totaal vijftig keer uit voor de nationale ploeg van Rusland (twee goals) in de periode 1994-2003. Onder leiding van bondscoach Pavel Sadyrin maakte hij zijn debuut op 23 maart 1994 in de vriendschappelijke uitwedstrijd tegen Ierland (0-0). Hij nam met Rusland deel aan het EK voetbal 1996 in Engeland, waar de ploeg in de eerste ronde werd uitgeschakeld. Tevens was hij actief op het WK voetbal 2002.

## Erelijst
Dinamo Moskou
- Russische beker

1995
 Spartak Moskou
- Landskampioen Rusland

1999, 2000, 2001
- Russische beker

1995, 2003